# راعي فنون

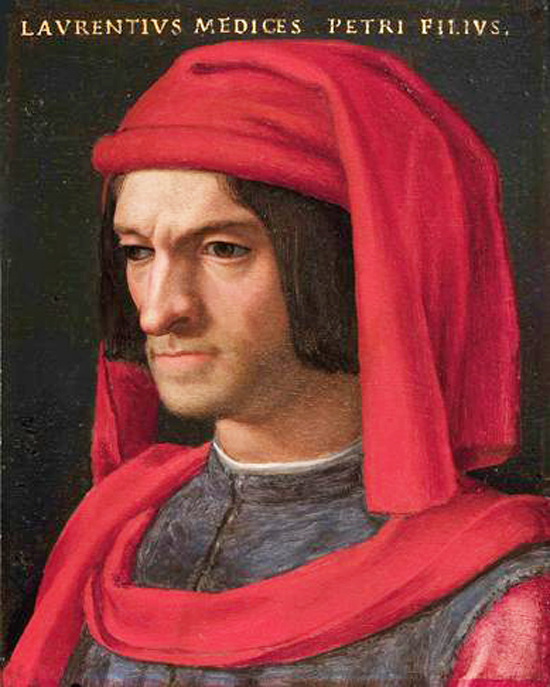
لورنزو دي ميديشي، أحد أشهر رعاة الفنون في التاريخ

راعي الفنون أو المُحسِّن هو الشخص الذي يساهم، على أساس طوعي ومجاني، في تطوير العلوم والفنون والرعاية الصحية والتعليم بشكل عام، وأيضًا لأفراد محددين على وجه الخصوص، حيث يقدم المساعدة المالية من الأموال الشخصية أو لديه لهذا الغرض ركزت منظمته الخاصة على متبرع معين.